# Bystra-Wilkowice (gmina)
Bystra-Wilkowice – dawna gmina wiejska istniejąca w latach 1934–1954 w województwie krakowskim, później katowickim i stalinogrodzkim. Siedzibą władz gminy były Wilkowice.
Gmina zbiorowa Bystra-Wilkowice została utworzona 1 sierpnia 1934 roku w wyniku wejścia w życie rozporządzenia MSW w sprawie podziału powiatu bialskiego w woj. krakowskim na gminy wiejskie. W jej skład weszły dotychczasowe gminy: Buczkowice, Bystra (Krakowska), Godziski (obecnie Godziszka), Meszna, Rybarzowice, Szczyrk i Wilkowice. 1 kwietnia 1946 roku został z niej wyłączony Szczyrk, stanowiący od tej pory samodzielną gminę. 1 stycznia 1951 roku gmina Bystra-Wilkowice została włączona do powiatu bielskiego w woj. katowickim. Według stanu z 1 lipca 1952 roku składała się z 7 gromad: Buczkowice, Bystra Krakowska, Godziszki, Kalna, Meszna, Rybarzowice i Wilkowice. 9 marca 1953 zmieniono nazwę woj. katowickiego na woj. stalinogrodzkie.
Gmina została zniesiona 29 września 1954 roku wraz z reformą znoszącą gminy – z jej terenu powstały gromady: Buczkowice, Godziszka, Rybarzowice i Wilkowice oraz część gromady Bystra.
1 stycznia 1973 roku została utworzona gmina Wilkowice, obejmująca znaczną część dawnej gminy Bystra-Wilkowice.
Uwaga: Nie mylić z dawną sąsiednią gminą Bystra (z centrum w Bystrej Śląskiej), ani z gminą Bystra w powiecie myślenickim (obecnie część gminy Bystra-Sidzina w powiecie suskim).